# Acord Sobre la Conservació de les Foques de la Mar de Wadden
L'Acord Sobre la Conservació de les Foques de la Mar de Wadden és un acord entre els països de la riba de la mar de Wadden que té com a objectiu protegir les foques i fou conclòs sota els auspicis de la Convenció Sobre la Conservació de les Espècies Migratòries d'Animals Silvestres (CMS) el 1990.

## Foques

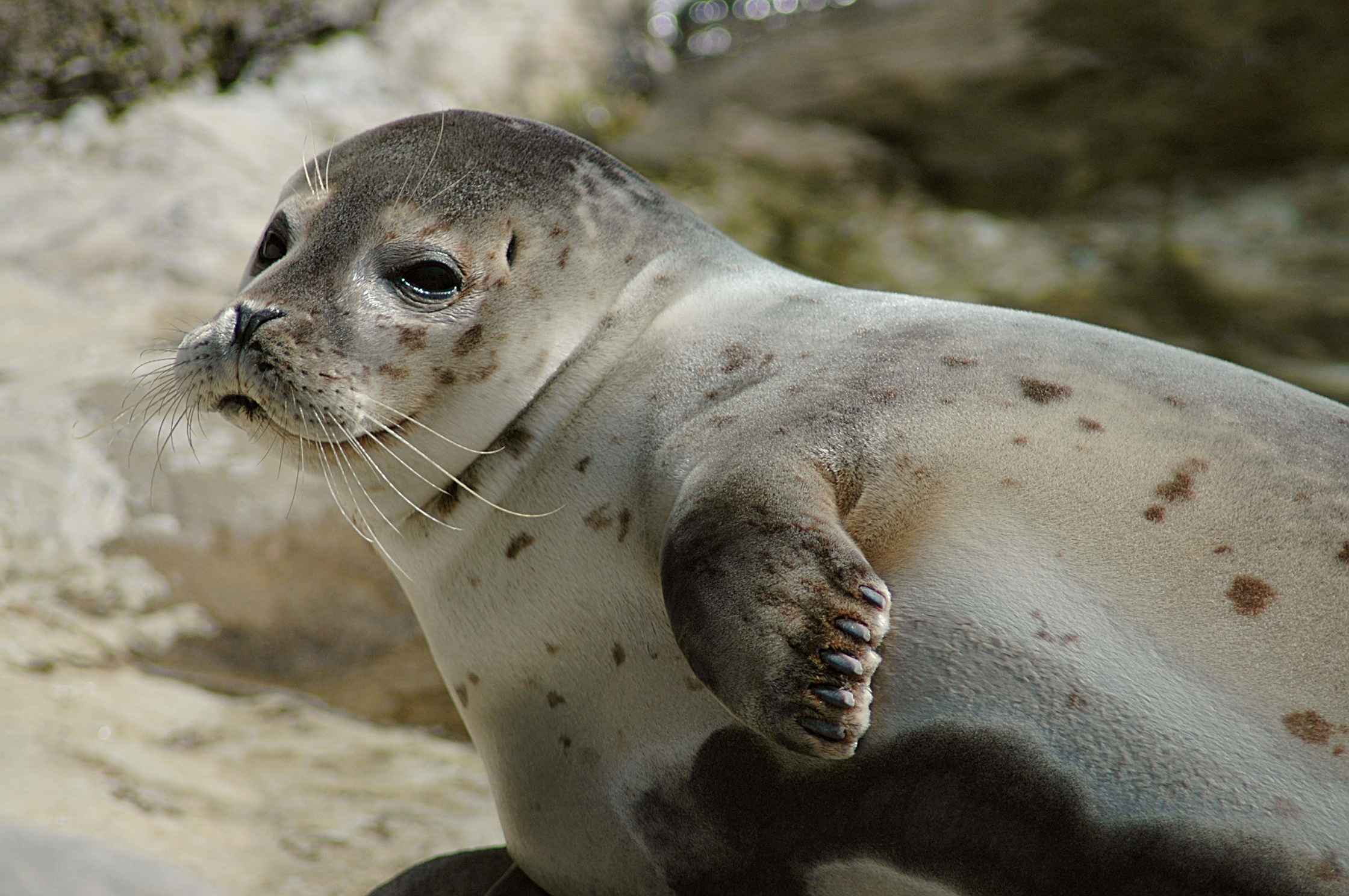
Foca comuna

Les foques comunes són una espècie de foca gairebé amenaçada que viu a les costes temperades i àrtiques de l'hemisferi nord.
Es troben en aigües litorals del nord dels oceans Atlàntic i Pacífic, així com les mars Bàltica i del Nord.
Les foques comunes són de color marró, marró clar o gris i tenen els narius amb forma de ve baixa. Els adults poden assolir una llargada d'1,85 metres i un pes de 132 quilograms. Les femelles són més longeves que els mascles (30–35 anys i 20–25 anys, respectivament). Les foques comunes romanen a llocs de repòs que els són familiars, generalment zones rocoses on no poden arribar els depredadors terrestres i que tenen un subministrament constant de peix.
N'hi ha entre 400.000 i 500.000 individus arreu del món. Algunes subespècies estan amenaçades. La caça de foques, que antigament era una pràctica habitual, és il·legal gairebé a tot arreu.

## Història
El 1988, a causa d'un brot de virus del brom focí, les poblacions de foques comunes patiren un declivi dràstic.
L'Acord Sobre la Conservació de les Foques fou signat el 16 d'octubre del 1990 a Bonn (Alemanya). Entrà en vigor l'1 d'octubre del 1991 i les poblacions s'han recuperat significativament des d'aleshores. Tanmateix, el 2002, el mateix virus causà un nou declivi demogràfic a la mar del Nord, la mar de Wadden i la zona del Kattegat/Skagerrak.

## Àmbit i parts de l'Acord
L'Acord fou conclòs entre els Països Baixos, Alemanya i Dinamarca. El seu àmbit geogràfic abasta:
Als Països Baixos, les àrees incloses sota la Decisió Clau d'Ordenació de la Mar de Wadden.
A Alemanya, els parcs nacionals de la mar de Wadden i les zones protegides sota la Llei de Conservació de la Natura mar endins del dic principal i el límit d'aigua salabrosa, incloent-hi el Dollart.
A Dinamarca, la Reserva de la Vida Silvestre i la Natura de la Mar de Wadden.
El Secretariat de l'Acord es troba a Wilhelmshaven (Alemanya).

## Pla de Gestió de les Foques (2002–2006)
El Pla de Gestió de les Foques (2002–2006) marca objectius i accions en relació amb la protecció dels hàbitats, la recerca i el seguiment, la contaminació, la supervisió i la divulgació.
El pla està pensat per a les poblacions de foca comuna (Phoca vitulina vitulina) de la mar de Wadden i, igualment, cobreix les dues poblacions de cria de foca grisa (Helichoerus grypus), que no estan cobertes per l'Acord original. L'objectiu global del pla és restaurar i mantenir una població viable i una capacitat reproductiva natural, incloent-hi la supervivència de foques comunes i grises joves.
El Pla cerca un equilibri entre la conservació i la gestió de l'àrea per contribuir a l'assoliment de poblacions viables.